# Chorverband Berlin

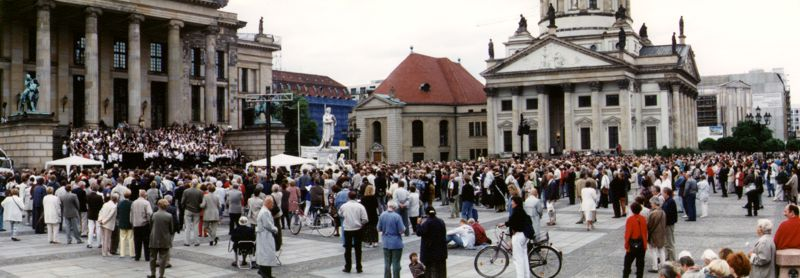
Der Gendarmenmarkt während des Musikfestes 1998

Der Chorverband Berlin e. V. (CVB), ehemals Berliner Sängerbund e. V., ist die größte Amateurmusikorganisation Berlins und finanziert sich durch institutionelle Förderung seitens der Senatskanzlei beim Regierenden Bürgermeister von Berlin sowie durch Mitgliedsbeiträge. Er vereinigt über 300 Laienchöre mit insgesamt ca. 11000 Mitgliedern: Gemischte Chöre, Männer-, Frauen-, Jugend-, Kinder-, Senioren- und Schulchöre ebenso wie Kirchen-, Oratorien-, Gospelchöre und Instrumentalensembles. 
Der Chorverband Berlin ist die Dachorganisation der ihm angeschlossenen Ensembles, versteht sich aber auch als Anlaufpunkt für die vielen Chor- und Vokalprojekte außerhalb dieses Verbundes. Er leistet intensive Basis-, Breiten- und Nachwuchsarbeit und unterhält Kooperationen mit anderen Institutionen und Initiativen.
Der Chorverband Berlin übernimmt unter anderem Ausfallbürgschaften, GEMA-Gebühren und Mietkosten oder gewährt Zuschüsse bei Konzertreisen. Er tritt aber auch selbst als Veranstalter auf, zum Beispiel mit Sängertreffen oder der „Sonntagskonzertreihe“ im Kammermusiksaal der Philharmonie. Insbesondere im Bereich der musikpädagogischen Arbeit bemüht sich der Verband um Erhaltung und Steigerung des fachlichen Niveaus seiner Mitglieder. So finden unter seiner Leitung regelmäßig Fortbildungsseminare für Chorleiter, -vorstände und -mitglieder statt.
1996 trat der damalige Berliner Sängerbund erstmals mit einer Großveranstaltung unter dem Motto „Singende, klingende Stadt“ auf, um in rund 130 Konzerten auf die Vielfalt der Berliner Chorlandschaft aufmerksam zu machen. Es folgten ähnliche Musikfeste 1998 und 2001. Ein bedeutender Höhepunkt war die federführende Vorbereitung und Durchführung des 20. Deutschen Chorfestes des Deutschen Sängerbundes 2003 in Berlin mit zirka 800 Konzerten von 600 Chören.
Der Chorverband Berlin ist Mitglied im Deutschen Chorverband (DCV), der weltweit größten Laienmusikorganisation mit Sitz in Berlin.
Seit März 2009 ist Petra Merkel Präsidentin des Chorverbandes Berlin. Ihr Vorgänger, Reinhard Stollreiter, der seit 1985 Präsident war, ist Ehrenpräsident des Chorverbandes Berlin.
Am 7. Mai 2010 verlieh der Chorverband Berlin zum ersten Mal die Geschwister-Mendelssohn-Medaille für herausragende Verdienste um das Berliner Chorleben. Die Medaille ist dem Gedenken an die Geschwister Felix Mendelssohn Bartholdy und Fanny Hensel, geborene Mendelssohn, gewidmet und wird künftig jährlich in Zusammenarbeit mit der Berliner Mendelssohn-Gesellschaft verliehen.

## Geschichte

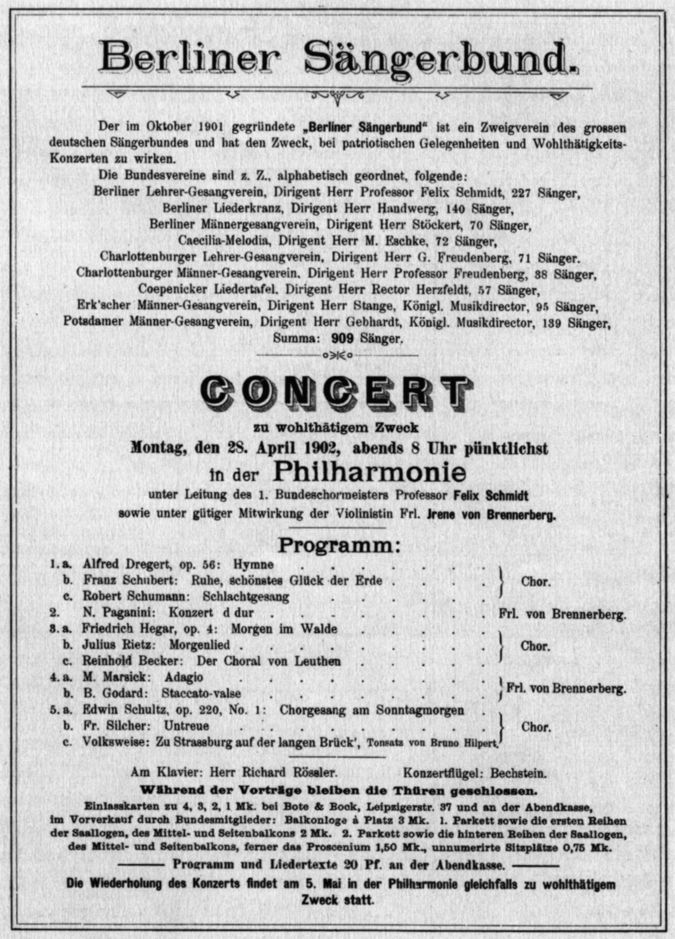
Programm von 1902

Der Berliner Sängerbund wurde 1901 gegründet. Die musikalischen Wurzeln liegen weiter zurück und reichen bis ins 18. Jahrhundert. Da wäre zunächst Carl Friedrich Fasch (1736–1800) zu nennen, der 1791 die Sing-Akademie zu Berlin gründete und damit den Grundstein zu geregelter, gehobener Chorpflege in Deutschland legte. Sein Schüler Carl Friedrich Zelter (1758–1832), Baumeister, musikalisches Multitalent und Goethe-Freund, übernahm 1800 nach Faschs Tod die Leitung und setzte durch, dass man im Jahre 1827 ein eigenes Haus am Berliner Festungsgraben beziehen konnte. In diesem von Karl Theodor Ottmer nach Skizzen Karl Friedrich Schinkels errichteten klassizistischen Gebäude bereitete Zelter 1829 die Wiederaufführung von Bachs „Matthäuspassion“ vor, die sein bedeutendster Schüler, Felix Mendelssohn Bartholdy (1809–1847), mit großem Erfolg dirigierte. Eine der tragenden Rollen übernahm dabei die Sing-Akademie zu Berlin. 
Zelter rief 1809 die Liedertafel, eine Vereinigung von Männern zur Pflege des gemeinsamen Gesanges, ins Leben. Erwähnt sei noch der Musikpädagoge, Volksliedsammler und Chordirigent Ludwig Erk (1807–83), der im Berliner Musikleben um die Mitte des 19. Jahrhunderts eine herausragende Rolle spielte und mehrere Chöre begründete. 
Am 22. Juni 1901 wurde in Berlin von elf Chören darüber beraten, ob es wohl zweckmäßig sei, eine regionale Gemeinschaftsorganisation zu schaffen, die dann die spezifischen Interessen der Sänger gegenüber den Behörden und der Öffentlichkeit effektiv vertreten könnte. Am 25. September 1901 bildeten schließlich neun Männerchöre mit insgesamt 909 Mitgliedern den ersten Berliner Regionalverband. Da zu dieser Zeit Charlottenburg und Köpenick noch selbständige Gemeinwesen waren, sprach man offiziell vom „Regionalverband für Berlin und Umgebung“. Potsdamer Sänger gehörten ebenfalls dazu. 
Auf der Jahreshauptversammlung des Berliner Sängerbundes am 25. März 2006 wurde mit großer Mehrheit die Umbenennung des „Berliner Sängerbundes e. V.“ (BSB) in „Chorverband Berlin e. V.“ (CVB) beschlossen.

## Geschwister-Mendelssohn-Medaille
Die Geschwister-Mendelssohn-Medaille wird seit 2010 für außerordentliche Verdienste um das Berliner Chorschaffen verliehen. Die Auszeichnung wurde vom Chorverband Berlin gestiftet und in Kooperation mit der Mendelssohn-Gesellschaft in Andenken an Felix Mendelssohn Bartholdy und Fanny Hensel verliehen. Dabei werden Menschen ausgezeichnet, die als Chorleiter, Sänger, Komponisten, Förderer, Musikpädagogen oder als Chorensembles nachhaltig zur Bewahrung und Weiterentwicklung der Berliner Chortradition beigetragen haben, wobei diese nicht aus Berlin stammen müssen. Mit der Medaille ist kein Geldpreis verbunden. Horst Fliegel wurde unter anderem als Mitinitiator dieser Auszeichnung das Bundesverdienstkreuz verliehen.
Auf der bronzenen, etwa sechs Zentimeter im Durchmesser großen Medaille befinden sich die Porträts von Felix Mendelssohn Bartholdy und Fanny Hensel sowie der Schriftzug „In Anerkennung herausragender Verdienste um das Berliner Chorleben“. Die Preisträger erhalten außerdem eine Urkunde.
Jährlich werden maximal vier Medaillen vergeben, davon eine für das Lebenswerk eines Künstlers. Die bekanntesten Preisträger sind im Folgenden nach Verleihungsjahr sortiert aufgelistet.
- 2010: Christian Grube (Kantor, Hochschullehrer und Chorleiter), Etta Hilsberg (Chorleiterin und Stimmbildnerin), Matthias Bender
- 2011: Marek Bobéth (Chorleiter, Pianist und Hochschullehrer), Johanna Blumenthal (Chorleiterin), Michael Uhl
- 2012: Christian Finke (Kantor, Kirchenmusikdirektor), Hans-Hermann Rehberg (Gesangspädagoge, Direktor des Rundfunkchores Berlin), Peter Vagts
- 2013: Heinrich Poos (Komponist, Musikwissenschaftler, Hochschullehrer)[3], Reinhard Stollreiter (Chorleiter, Hochschullehrer und Ehrenpräsident des Chorverbandes Berlin), Susanne Faatz (Chorleiterin), Dr. Christine Roßberg
- 2014: Sabine Vorwerk (Musikpädagogin, Musikwissenschaftlerin, Journalistin)[4], der Kinderchor der Staatsoper Unter den Linden, Frank Schwemmer (Komponist), Habakuk Traber (Autor)
- 2015: Ralf Petersen (Komponist, Produzent und Autor), Wolfgang Thierfeldt (Chorleiter und Komponist), Michael Seyffert, Sabine Wüsthoff (Chorleiterin Berliner Mädchenchor)
- 2016: Simon Halsey, Michael Betzner-Brandt, Bettina Schmidt und das Vocalconsort Berlin[5]
- 2017: Marie-Louise Schneider (Kantorin Marienkirche), Ralf Sochaczewsky (Chorleiter Cantus Domus), Jörg-Peter Weigle[6]
- 2018: Kirsten Gatemann, Katrin Kobin (Lehrerinnen am Droste-Hülshoff-Gymnasium), Bettina Kurella (Lehrerin der Ernst-Haeckel-Oberschule Hellersdorf), Kai-Uwe Jirka (Professor für Chorleitung an der UdK Berlin), Thomas Bender (ehemaliger Leiter des Chorverbandes Berlin)[7]
- 2019: Wolfgang Erlat, Berliner Singakademie, Sing-Akademie zu Berlin
- 2020: Christiane Rosiny (Leiterin der evangelischen Singschule Prenzlauer Berg), Friederike Stahmer (Chorleiterin Mädchenchor der Sing-Akademie zu Berlin), Carsten Albrecht (Ehrung für das Lebenswerk, Kantorei Staaken, Chor- und Orchesterdirigent), Christoph Hagemann (Kirchenmusiker, Chorleiter Zwölf-Apostel-Chor)[8]

## Mitglieder
Der Chorverband Berlin hat ca. 300 Mitgliedschöre mit über 11 000 Mitwirkenden. Folgende bekannte Chöre sind Mitglied im Chorverband Berlin:
- Bach-Chor an der Kaiser-Wilhelm-Gedächtniskirche
- Berliner Cappella
- Berliner Liedertafel
- Berliner Oratorien-Chor
- Cantus Domus
- Chor der St. Hedwigs-Kathedrale
- Ernst-Busch-Chor Berlin
- Knabenchor Berlin
- Männer-Minne
- MendelssohnKammerChor Berlin
- StudioChor Berlin